# Fernand Lahille
Fernand Lahille, även Fernando Lahille, född 18 augusti 1861 i Rouen, död 30 juli 1940, fransk-argentinsk läkare, iktyolog och specialist på manteldjur. Lahille studerade naturvetenskap och medicin vid universitetet i Paris, erhöll sin doktorsgrad 1893 samtidigt som han publicerade sig flitigt.
När det naturhistoriska Museo de La Plata i Argentina 1893 sökte en ung vetenskapsman som chef för den nybildade zoologiavdelningen, fann man honom i Lahille, redan med åtta års erfarenhet från marinlaboratorierna i Banyuls-sur-mer och Roscoff, och sextio publicerade arbeten med avhandlingen om manteldjurens taxonomi som den mest banbrytande. Under sex år vid museet i Argentina skapade Lahille en marin forskningsstation i utkanten av Mar del Plata samt initierade vetenskapliga studier av kontinentalsockeln utanför Argentina. Han deltog dessutom i två forskningsresor för att undersöka naturresurserna längs Patagoniens kustland.
Lahille blev därefter chef för fisk och viltavdelningen inom det argentinska jordbruksministeriet, där han särskilt engagerade sig inom nya biologiska forskningsfält. I Argentina kom han att publicera över 300 vetenskapliga texter inom ett mycket brett område. I maj 1910 utnämndes han till professor i zoologi vid fakulteten för jordbruk och veterinärmedicin vid universitetet i Buenos Aires.
Bland de områden Lahille verkade inom kan nämnas studier om mask i äpplen och päron, parasitsjukdomar inom jordbruket och fästingens fertilitet i olika livsperioder, men också till stor del om ryggradslösa djur, som tagghudingar, blötdjur, kräftdjur, sexfotingar, spindeldjur och manteldjur. Han stod även som författare till verk av filosofisk, teknisk, antropologisk, språklig och pedagogisk art.
Argentinsk darrocka (Torpedo puelcha)  Lahille, 1926, glasögontumlare (Phocoena dioptrica)  Lahille, 1912 och sjöpungen Clavelina nana  Lahille, 1890 är exempel på arter först beskrivna av Lahille. Manteldjuret Didemnum lahillei  Hartmeyer, 1909, knottarten Simulium lahillei  Paterson & Shannon, 1927 och drakhuvudfisken Helicolenus lahillei  Norman, 1937 är uppkallade efter Lahille.

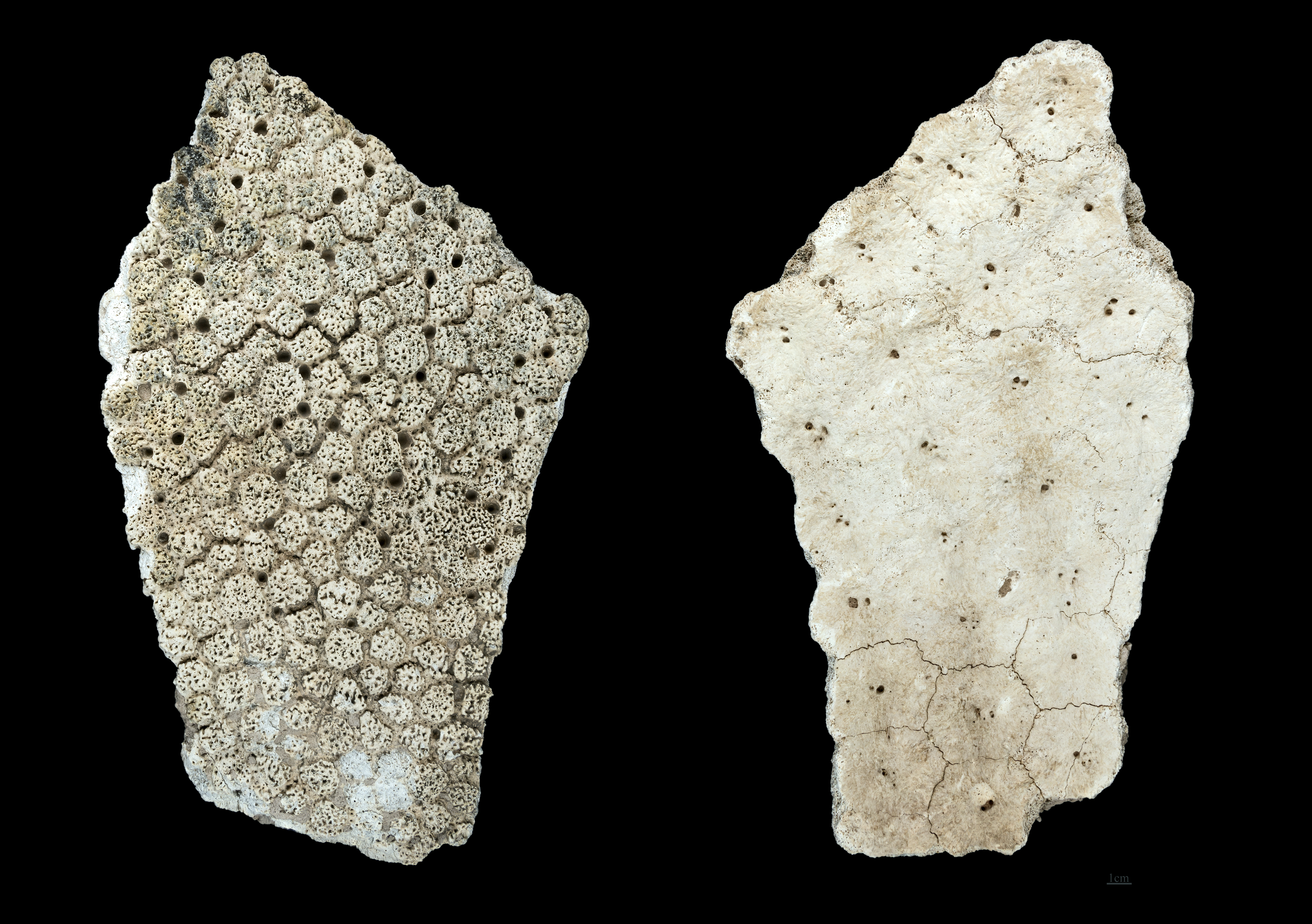
Glyptodon clavipes - gamla samling av Fernand Lahille